# Giro di Romandia 1977
Il Giro di Romandia 1977, trentunesima edizione della corsa, si svolse dal 10 al 15 maggio su un percorso di 775 km ripartiti in 5 tappe (la quarta suddivisa in due semitappe) e un cronoprologo, con partenza a Friburgo e arrivo a Ginevra. Fu vinto dall'italiano Gianbattista Baronchelli della Scic davanti all'olandese Joop Zoetemelk e al norvegese Knut Knudsen.

## Tappe
| Tappa  | Data      | Percorso                                | km  | Vincitore di tappa       | Leader cl. generale      |
| ------ | --------- | --------------------------------------- | --- | ------------------------ | ------------------------ |
| Prol.  | 10 maggio | Friburgo > Friburgo (cron. individuale) | 2   | José Enrique Cima        | José Enrique Cima        |
| 1ª     | 11 maggio | Friburgo > Courtételle                  | 169 | Sean Kelly               | José Enrique Cima        |
| 2ª     | 12 maggio | Delémont > Le Locle                     | 181 | Gianbattista Baronchelli | Gianbattista Baronchelli |
| 3ª     | 13 maggio | Le Locle > Bulle                        | 165 | René Dillen              | Gianbattista Baronchelli |
| 4ª-1ª  | 14 maggio | Bulle > Savigny                         | 94  | Giancarlo Bellini        | Gianbattista Baronchelli |
| 4ª-2ª  | 14 maggio | Savigny > Savigny (cron. individuale)   | 22  | Knut Knudsen             | Gianbattista Baronchelli |
| 5ª     | 15 maggio | Losanna > Ginevra                       | 141 | Ludo Delcroix            | Gianbattista Baronchelli |
| Totale | Totale    | Totale                                  | 775 |                          |                          |

## Dettagli delle tappe

### Prologo
- 10 maggio: Friburgo > Friburgo (cron. individuale) – 2 km

| Pos. | Corridore         | Squadra        | Tempo |
| ---- | ----------------- | -------------- | ----- |
| 1    | José Enrique Cima | KAS            |       |
| 2    | Joseph Bruyère    | Fiat France    |       |
| 3    | Knut Knudsen      | Jollj Ceramica |       |

| Pos. | Corridore         | Squadra | Tempo |
| ---- | ----------------- | ------- | ----- |
| 1    | José Enrique Cima | KAS     |       |

### 1ª tappa
- 11 maggio: Friburgo > Courtételle – 169 km

| Pos. | Corridore     | Squadra        | Tempo |
| ---- | ------------- | -------------- | ----- |
| 1    | Sean Kelly    | Flandria       |       |
| 2    | Patrick Sercu | Fiat France    |       |
| 3    | Knut Knudsen  | Jollj Ceramica |       |

| Pos. | Corridore         | Squadra | Tempo |
| ---- | ----------------- | ------- | ----- |
| 1    | José Enrique Cima | KAS     |       |

### 2ª tappa
- 12 maggio: Delémont > Le Locle – 181 km

| Pos. | Corridore                | Squadra        | Tempo |
| ---- | ------------------------ | -------------- | ----- |
| 1    | Gianbattista Baronchelli | Scic           |       |
| 2    | Joop Zoetemelk           | Miko           |       |
| 3    | Knut Knudsen             | Jollj Ceramica |       |

| Pos. | Corridore                | Squadra | Tempo |
| ---- | ------------------------ | ------- | ----- |
| 1    | Gianbattista Baronchelli | Scic    |       |

### 3ª tappa
- 13 maggio: Le Locle > Bulle – 165 km

| Pos. | Corridore           | Squadra        | Tempo |
| ---- | ------------------- | -------------- | ----- |
| 1    | René Dillen         | Lejeune-BP     |       |
| 2    | Giuseppe Martinelli | Jollj Ceramica |       |
| 3    | Sean Kelly          | Flandria       |       |

| Pos. | Corridore                | Squadra | Tempo |
| ---- | ------------------------ | ------- | ----- |
| 1    | Gianbattista Baronchelli | Scic    |       |

### 4ª tappa - 1ª semitappa
- 14 maggio: Bulle > Savigny – 94 km

| Pos. | Corridore         | Squadra  | Tempo |
| ---- | ----------------- | -------- | ----- |
| 1    | Giancarlo Bellini | Brooklyn |       |
| 2    | Sebastian Pozo    | KAS      |       |
| 3    | Sean Kelly        | Flandria |       |

| Pos. | Corridore                | Squadra | Tempo |
| ---- | ------------------------ | ------- | ----- |
| 1    | Gianbattista Baronchelli | Scic    |       |

### 4ª tappa - 2ª semitappa
- 14 maggio: Savigny > Savigny (cron. individuale) – 22 km

| Pos. | Corridore                | Squadra        | Tempo |
| ---- | ------------------------ | -------------- | ----- |
| 1    | Knut Knudsen             | Jollj Ceramica |       |
| 2    | Gianbattista Baronchelli | Scic           |       |
| 3    | Felice Gimondi           | Bianchi        |       |

| Pos. | Corridore                | Squadra | Tempo |
| ---- | ------------------------ | ------- | ----- |
| 1    | Gianbattista Baronchelli | Scic    |       |

### 5ª tappa
- 15 maggio: Losanna > Ginevra – 141 km

| Pos. | Corridore      | Squadra     | Tempo |
| ---- | -------------- | ----------- | ----- |
| 1    | Ludo Delcroix  | Fiat France |       |
| 2    | Enrico Paolini | Scic        |       |
| 3    | Sean Kelly     | Flandria    |       |

| Pos. | Corridore                | Squadra        | Tempo     |
| ---- | ------------------------ | -------------- | --------- |
| 1    | Gianbattista Baronchelli | Scic           | 21h02'21" |
| 2    | Joop Zoetemelk           | Miko           | a 1'22"   |
| 3    | Knut Knudsen             | Jollj Ceramica | a 2'43"   |

## Classifiche finali

### Classifica generale
| Pos. | Corridore                | Squadra                 | Tempo     |
| ---- | ------------------------ | ----------------------- | --------- |
| 1    | Gianbattista Baronchelli | Scic                    | 21h02'21" |
| 2    | Joop Zoetemelk           | Miko-Mercier-Hutchinson | a 1'22"   |
| 3    | Knut Knudsen             | Jollj Ceramica          | a 2'43"   |
| 4    | Felice Gimondi           | Bianchi-Campagnolo      | a 3'42"   |
| 5    | Johan De Muynck          | Brooklyn                | a 4'23"   |
| 6    | Raymond Delisle          | Miko-Mercier-Hutchinson | s.t.      |
| 7    | Eddy Merckx              | Fiat France             | a 4'38"   |
| 8    | Lucien Van Impe          | Lejeune-BP              | a 4'45"   |
| 9    | Giancarlo Bellini        | Brooklyn                | a 4'49"   |
| 10   | Sean Kelly               | Flandria-Velda-Latina   | a 4'53"   |